# GSAT-7
O GSAT-7 (também conhecido por INSAT-4F) é um satélite de comunicação geoestacionário indiano que está localizado na posição orbital de 74 graus longitude leste, ele foi construído e também é operado pela Organização Indiana de Pesquisa Espacial (ISRO). A série de satélites INSAT-4 visa melhorar a cobertura de telecomunicações e serviços direct-to-home (DTH) de radiodifusão em todo o país. O satélite foi baseado na plataforma I-2K (I-2000) Bus e sua vida útil estimada será de 9 anos.

## Lançamento
O satélite foi lançado com sucesso ao espaço no dia 29 de agosto de 2013, às 20:30 UTC, por meio de um foguete Ariane 5 ECA a partir do Centro Espacial de Kourou, na Guiana Francesa, juntamente com o satélite Eutelsat 25B/Es'hail 1. Ele tinha uma massa de lançamento de 2.650 kg.

## Capacidade e cobertura
O GSAT-7/INSAT-4F está equipado com transponders de UHF, banda S, banda C e banda Ku. O GSAT-7 foi o primeiro satélite construído pela ISRO que prestará serviços para as forças de defesa indiana com o usuário principal sendo a marinha indiana.